# Concierto para violín en la menor, BWV 1041

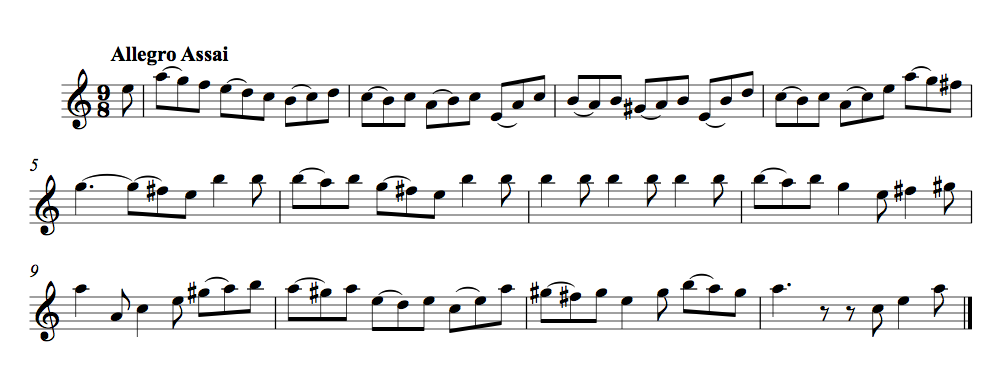
Primeros doce compases del tercer movimiento.

El Concierto para violín en la menor, BWV 1041 es un concierto para violín compuesto por Johann Sebastian Bach. Si bien «generalmente se cree que fue compuesta en Köthen en 1717-1723», Christoph Wolff ha argumentado que pudo escribir la obra en Leipzig durante el tiempo de Bach como director del Collegium Musicum; John Butt también cree que Bach lo escribió «probablemente poco después de hacerse cargo del Leipzig Collegium Musicum en 1729». En cualquier caso, la única fuente de autógrafos sobrevivientes son las partes que Bach copió (junto con otros copistas) en Leipzig alrededor de 1730 de una partitura o esbozo ahora perdido.

## Estructura y análisis
La pieza consta de tres movimientos:
1. Allegro, en la menor, 2
4:
El movimiento de apertura es en forma de ritornello. Esto significa que hay una sección principal que vuelve en fragmentos tanto en el violín solo como en las partes orquestales. Este 'ritornello' se puede encontrar en el primer movimiento hasta el compás 24. Los motivos del tema aparecen en combinaciones cambiantes y se separan e intensifican a lo largo del movimiento.
2. Andante, en do mayor, :
En el segundo movimiento de Andante, Bach usa un patrón insistente en la parte de bajo ostinato que se repite constantemente en el movimiento. Enfoca la variación en las relaciones armónicas. Pero señala que «Bach parece haber asociado» el esquema de ostinato «particularmente con los conciertos para violín».
3. Allegro assai , en la menor, 9
8:
En el movimiento final, Bach se basa en figuras de bariolage para generar sorprendentes efectos acústicos. La métrica y el ritmo son los de una giga. Butt lo describe como «quizás el movimiento más animado y despreocupado de Bach en el modo menor».
Una interpretación típica del concierto dura alrededor de 15 minutos.